# Jesús Marimón
Jesús David Marimón Báez (María la Baja, 9 settembre 1998) è un calciatore colombiano, centrocampista del Suchitepéquez.

## Caratteristiche tecniche
È un mediano.

## Carriera

### Club
Cresciuto nelle giovanili dell'Once Caldas, ha esordito il 17 agosto 2015 in occasione del match di campionato pareggiato 1-1 contro il Jaguares.
Il 24 luglio 2018 è stato acquistato dal R.E. Mouscron.